# 乔治·纳波利塔诺
乔治·纳波利塔诺（義大利語：Giorgio Napolitano，發音：[ˈdʒordʒo napoliˈtaːno]；1925年6月29日—2023年9月22日），出生于意大利那不勒斯，意大利政治人物，終身參議員，前總統。

## 政治生涯
2005年，納波利塔諾成为终身参议员。2006年5月，他当选为第十一任意大利总统。他是第一個擁有意大利共產黨背景的總統。他擔任總統後被指改變了原本總統僅任命總理等作為虛位元首的權力，而是對總理人選和內閣施展影響力，包括前後任命了四個非民選產生的技術官僚內閣，他亦有對總理和內閣人選表達了意見。
2013年连任总统时就曾表示，由于自己年事已高，将不会完成第二个总统任期，并于2014年向外界明确透露了辞职意向和时间。
2013年4月20日，因各黨派勢力相持不下，使義大利總統選舉陷入僵局，在主要黨派的聯合支持下，納波利塔諾同意再次競選義大利總統，並在之後的2013年義大利總統選舉中順利連任，成為了意大利歷史上第一位能連任的總統。
2015年1月14日，義大利總統府發布聲明，證實納波利塔諾於本日上午簽名提交辭職信。89岁的纳波利塔诺在总统府签署辞职信，提前结束第二个任期。

## 荣誉

### 外国勋章奖章
- 芬兰白玫瑰大十字勋章附颈饰（芬兰，2010年[2]）